# Batolite dell'Idaho

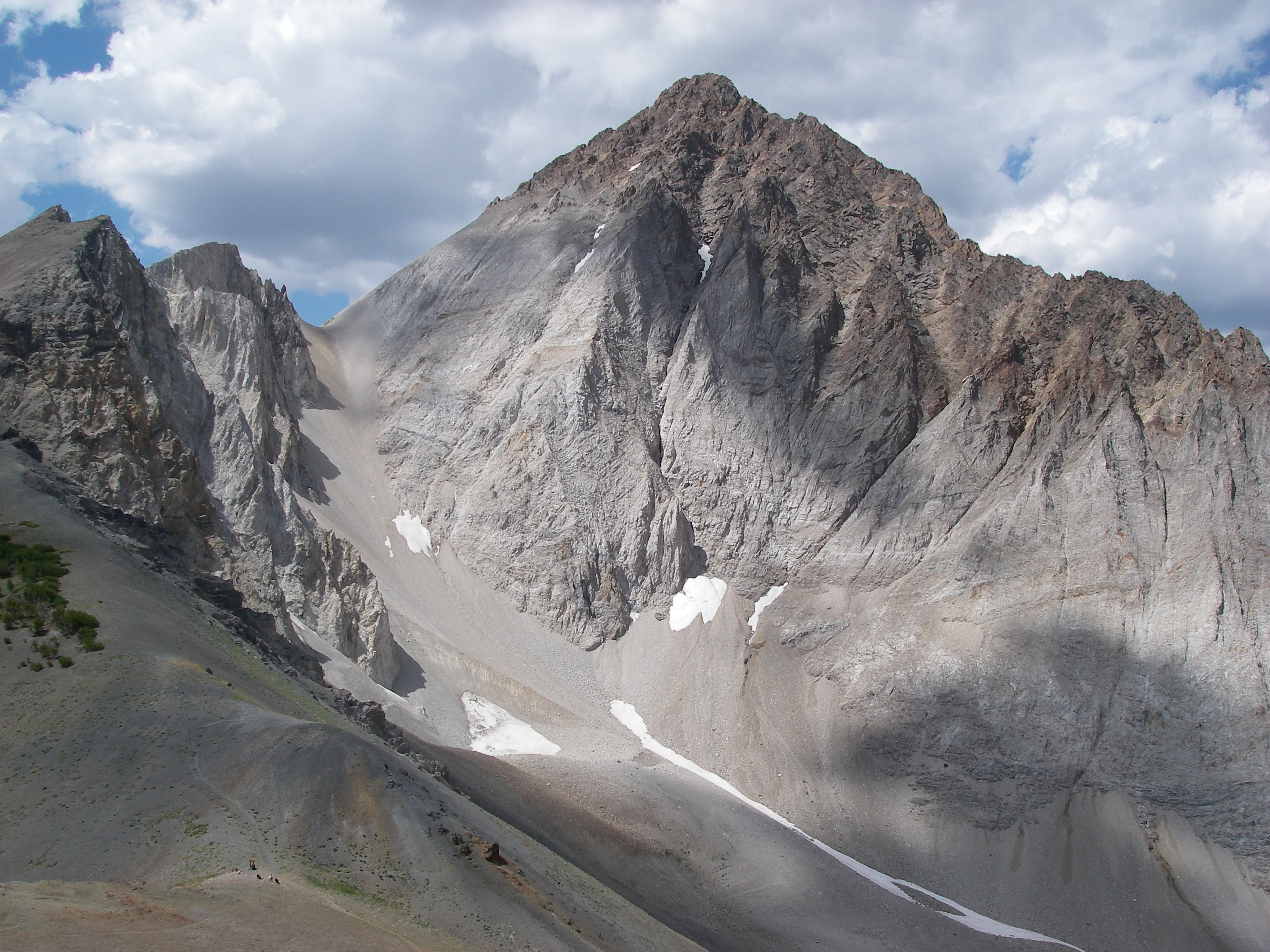
Il Castle Peak, nell'Idaho, è la vetta più elevata del batolite dell'Idaho.

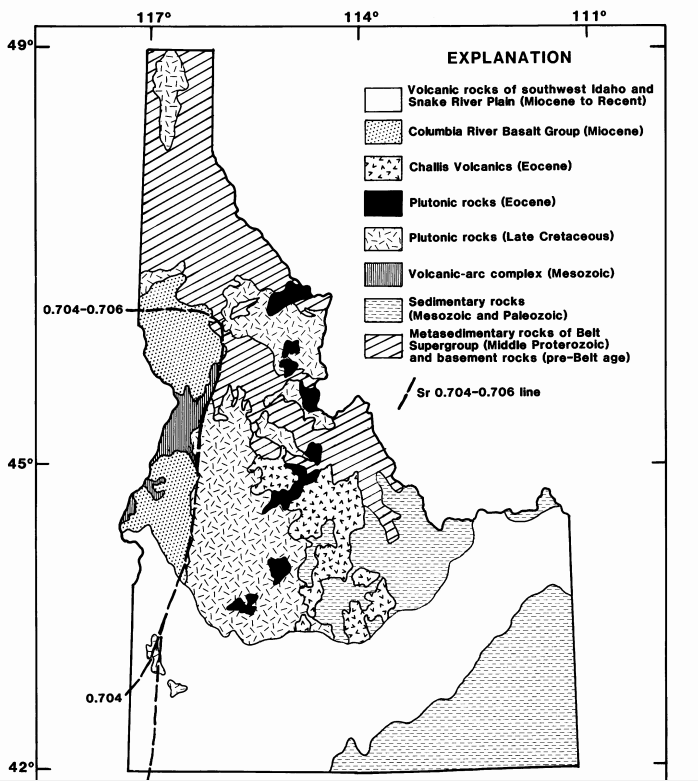
Mappa geologica con le rocce plutoniche del Cretacico superiore corrispondenti al batolite Kaniksu e ai lobi Bitterroot e Atlanta del batolite dell'Idaho.

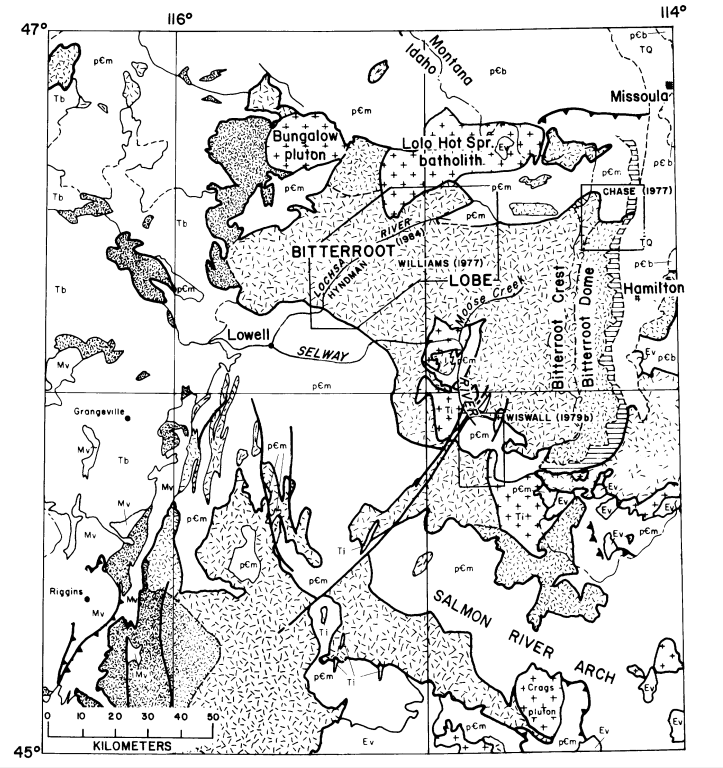
Mappa geologica dell'arco del fiume Salmon, che separa i due lobi del batolite dell'Idaho.

Il batolite dell'Idaho è un batolite costituito da granito e granodiorite, risalente al Cretacico-Paleogene, che si estende su circa 25.000 km2 nella parte centrale degli Stati americani dell'Idaho e dell'adiacente Montana.

## Struttura
Il batolite è composto da due lobi separati tra loro sia geograficamente che geologicamente. Il lobo più piccolo è quello settentrionale, chiamato Bitterroot e separato dal più esteso lobo Atlanta a sud dalle rocce metamorfiche del Belt Supergroup che compongono l'arco del fiume Salmon.
Il lobo Bitterroot ha un'età compresa tra 75 e 53 milioni di anni, mentre il più esteso lobo Atlanta risale a 98-68 milioni di anni fa.
Il batolite Kaniksu, che è un centro magmatico separato e non correlato, è pure presente nell'Idaho Panhandle, ma è di età più antica, essenzialmente compresa tra 120 e 100 milioni di anni fa e con un numero limitato di più recenti componenti del Cretacico.
La maggior parte dei lobi Atlanta e Bitterroot si trovano nell'ecoregione del batolite dell'Idaho, mentre il batolite Kaniksu si trova nell'ecoregione delle Montagne Rocciose settentrionali.